# سيدريك هندرسون (لاعب كرة سلة مواليد 1975)
سيدريك هندرسون (بالإنجليزية: Cedric Henderson)‏ مواليد 11 مارس 1975 في ممفيس، هو لاعب كرة سلة أمريكي سابق. بدأ مسيرته الاحترافية في سنة 1997. تم اختياره من قبل فريق كليفلاند كافالييرز خلال الدرافت. حمل الرقم 45. يبلغ طوله 6 قدم 7 بوصة (2.0 م). اعتزل اللعب في 2007. أحرز خلال مسيرته في الإن بي إيه 1885 نقطة بمعدل 7.3 نقاط في المباراة الواحدة.

## المسيرة الاحترافية
لعب مع كليفلاند كافالييرز من سنة 1997 إلى 2001، ثم لعب مع غولدن ستايت ووريورز في موسم 2001–2002، ثم لعب مع الحكمة اللبناني في سنة 2003.

## روابط خارجية
- سيدريك هندرسون على موقع إن بي أي (الإنجليزية)
- سيدريك هندرسون على موقع سبورتس رفرنس (الإنجليزية)
- سيدريك هندرسون على موقع كرة السلة الأوروبية.كوم (الإنجليزية)
- سيدريك هندرسون على موقع كلية كرة السلة في سبورتس رفرنس.كوم (الإنجليزية)
- سيدريك هندرسون على موقع ريلجم (الإنجليزية)
- سيدريك هندرسون على موقع بروبوليرز (الإنجليزية)
- سيدريك هندرسون على موقع سبورتس رفرنس (الإنجليزية)